# Cyclopes thomasi
Cyclopes thomasi is een zoogdier uit de familie van de dwergmiereneters (Cyclopedidae). De dieren komen voor in het westelijke Amazonegebied in Brazilië en Peru. De wetenschappelijke naam van de soort werd in 2017 geïntroduceerd door Miranda et al., nadat uit genetisch en morfologisch onderzoek bleek dat het verschilde van de tot dan toe erkende gewone dwergmiereneter (C. didactylus).

## Kenmerken
Informatie over de lichaamslengte en het gewicht zijn niet beschikbaar voor deze soort. Zoals bij alle dwergmiereneters is de staart langer dan de rest van het lichaam en fungeert het als een grijporgaan. De vacht op de rug is oranje tot roodbruin, de buikvacht is geelachtig en de poten en staart zijn grijs van kleur. Op de buik is er een vale, slecht ontwikkelde donkere streep, op de rug is er geen streep aanwezig. Het lijkt hierin op C. catellus, maar die soort heeft duidelijkere buikstrepen en gelere poten. C. rufus heeft ook een roodbruine rugvacht, maar heeft helemaal geen strepen.

## Voorkomen
Cyclopes thomasi komt alleen voor in Zuid-Amerika. Het verspreidingsgebied ligt in het westelijke Amazonegebied van Brazilië en Peru. Het komt voor in de Braziliaanse staat Acre en de Peruaanse regio's Pasco en Ucayali. De noordelijke grens van de verspreiding is de Rio Juruá en de zuidelijke grens de Rio Ucayali. De oostgrens is onbekend maar ligt waarschijnlijk op de Rio Madeira.

## Taxonomie
C. thomasi werd voor het eerst wetenschappelijk beschreven in 2017 door Miranda et al. Tot die tijd werden deze populaties tot de gewone dwergmiereneter (C. didactylus) gerekend. Na intensieve moleculair genetische en morfologische studies naar de dwergmiereneters, werd C. thomasi in 2017 als nieuwe soort beschreven. In dit onderzoek werden in totaal zeven soorten binnen het geslacht Cyclopes geïdentificeerd, terwijl er voorheen maar één werd erkend (C. didactylus).